# Ivoorkust op de Olympische Zomerspelen 1968
Ivoorkust nam deel aan de Olympische Zomerspelen 1968 in Mexico-Stad, Mexico. Het was de tweede deelname en ook dit keer werd geen medaille gewonnen.

## Deelnemers en resultaten
(m) = mannen, (v) = vrouwen 

### Atletiek
| Olympiër                                          | Discipline       | Resultaat | Prestatie                                                                      |
| ------------------------------------------------- | ---------------- | --------- | ------------------------------------------------------------------------------ |
| Gaoussou Koné                                     | 100m (m)         | 11e       | serie 2: 3de in 10,37 kwartfinale 4: 3de in 10,22 halve finale 2: 5de in 10,27 |
| Coulibaly Yoyaga                                  | 400m (m)         | 54e       | serie 7: 8ste in 50,11                                                         |
| Simbara Maki                                      | 110m horden (m)  | 24e       | serie 3: 6de in 14,32                                                          |
| Atta Kouaukou N'Dri Kouame Boy Diby Gaoussou Kone | 4x100m (m)       | 11e       | serie 2: 5de in 39,6 halve finale 1: 7de in 39,6                               |
| Segui Kragbe                                      | discuswerpen (m) | 11e       | kwalificatie groep B: 4de met 55,24                                            |

### Kanovaren
| Olympiër                  | Discipline    | Resultaat | Prestatie                                                                          |
| ------------------------- | ------------- | --------- | ---------------------------------------------------------------------------------- |
| Jérôme Dogo Gaye          | K-1 1000m (m) | 11e       | serie 3: 7de in 4.31,2 herkansingen: 4de in 4.31,69                                |
| Paul Gnamia N'Gama N'Gama | K-2 1000m (m) | 15e       | serie 2: 5de in 4.09,8 herkansingen: 3de in 4.07,98 halve finale 2: 5de in 4.01,31 |

Afghanistan · Algerije · Amerikaanse Maagdeneilanden · Argentinië · Australië · Bahama's · Barbados · België · Bermuda · Birma · Bolivia · Bondsrepubliek Duitsland · Brazilië · Brits-Honduras · Bulgarije · Canada · Centraal-Afrikaanse Republiek · Ceylon · Chili · Colombia · Congo-Kinshasa · Costa Rica · Cuba · Denemarken · Dominicaanse Republiek · Duitse Democratische Republiek · Ecuador · El Salvador · Ethiopië · Fiji · Filipijnen · Finland · Frankrijk · Ghana · Griekenland · Groot-Brittannië · Guatemala · Guinee · Guyana · Honduras · Hongarije · Hongkong · Ierland · IJsland · India · Indonesië · Irak · Iran · Israël · Italië · Ivoorkust · Jamaica · Japan · Joegoslavië · Kameroen · Kenia · Koeweit · Libanon · Libië · Liechtenstein · Luxemburg · Madagaskar · Maleisië · Mali · Malta · Marokko · Mexico · Monaco · Mongolië · Nederland · Nederlandse Antillen · Nicaragua · Nieuw-Zeeland · Niger · Nigeria · Noorwegen · Oeganda · Oostenrijk · Pakistan · Panama · Paraguay · Peru · Polen · Portugal · Puerto Rico · Roemenië · San Marino · Senegal · Sierra Leone · Singapore · Soedan · Sovjet-Unie · Spanje · Suriname · Syrië · Taiwan · Tanzania · Thailand · Trinidad en Tobago · Tunesië · Turkije · Tsjaad · Tsjecho-Slowakije · Uruguay · Venezuela · Verenigde Arabische Republiek · Verenigde Staten · Vietnam · Zambia · Zuid-Korea · Zweden · Zwitserland